# Aree naturali protette in Tanzania
Elenco delle aree naturali protette in Tanzania.

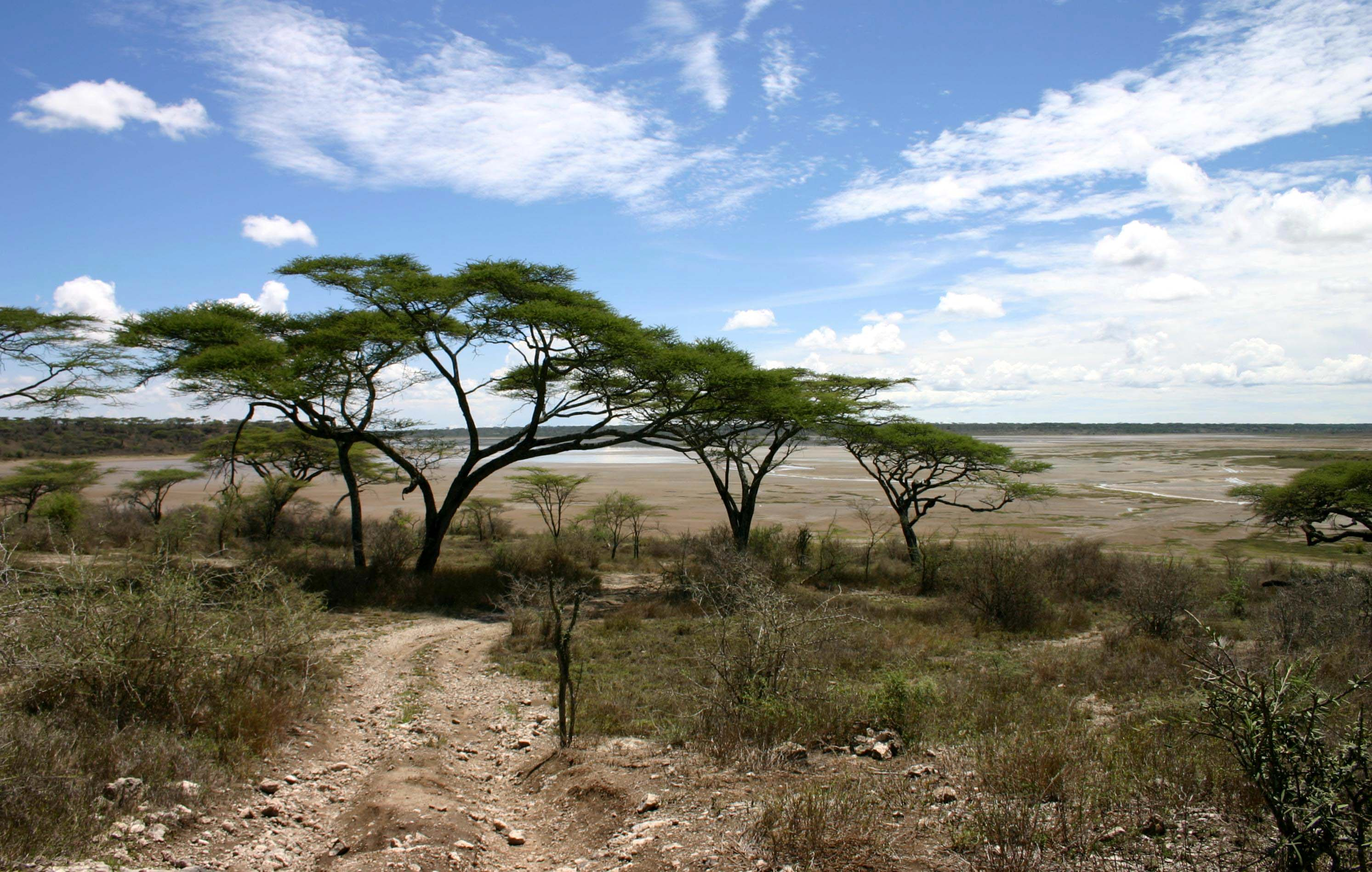
Parco nazionale del Serengeti

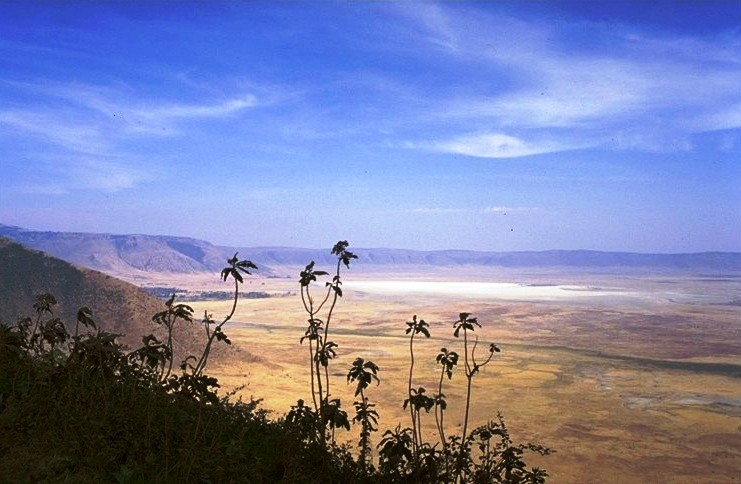
Il cratere di Ngorongoro

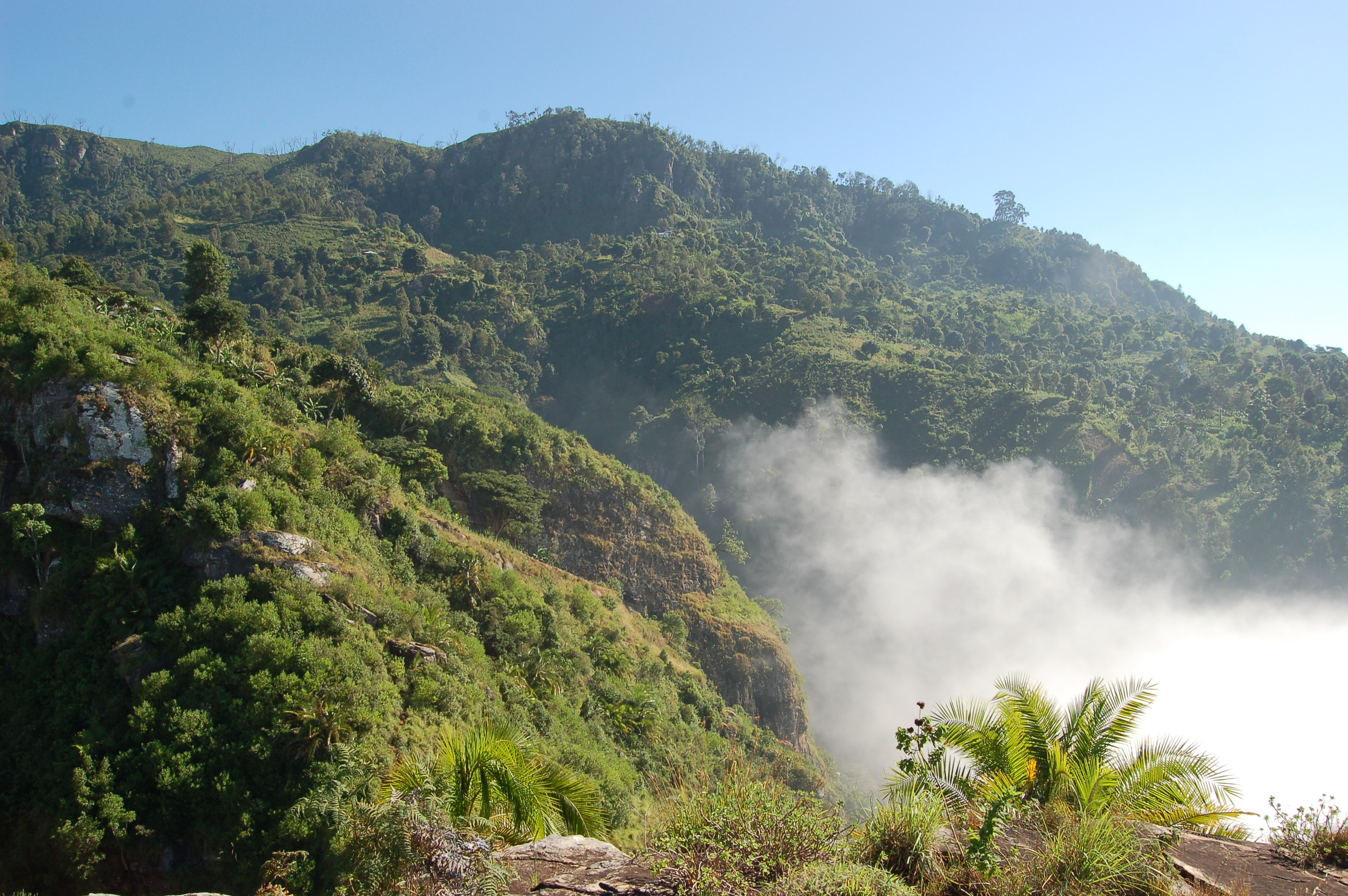
Riserva forestale Shume-Magamba

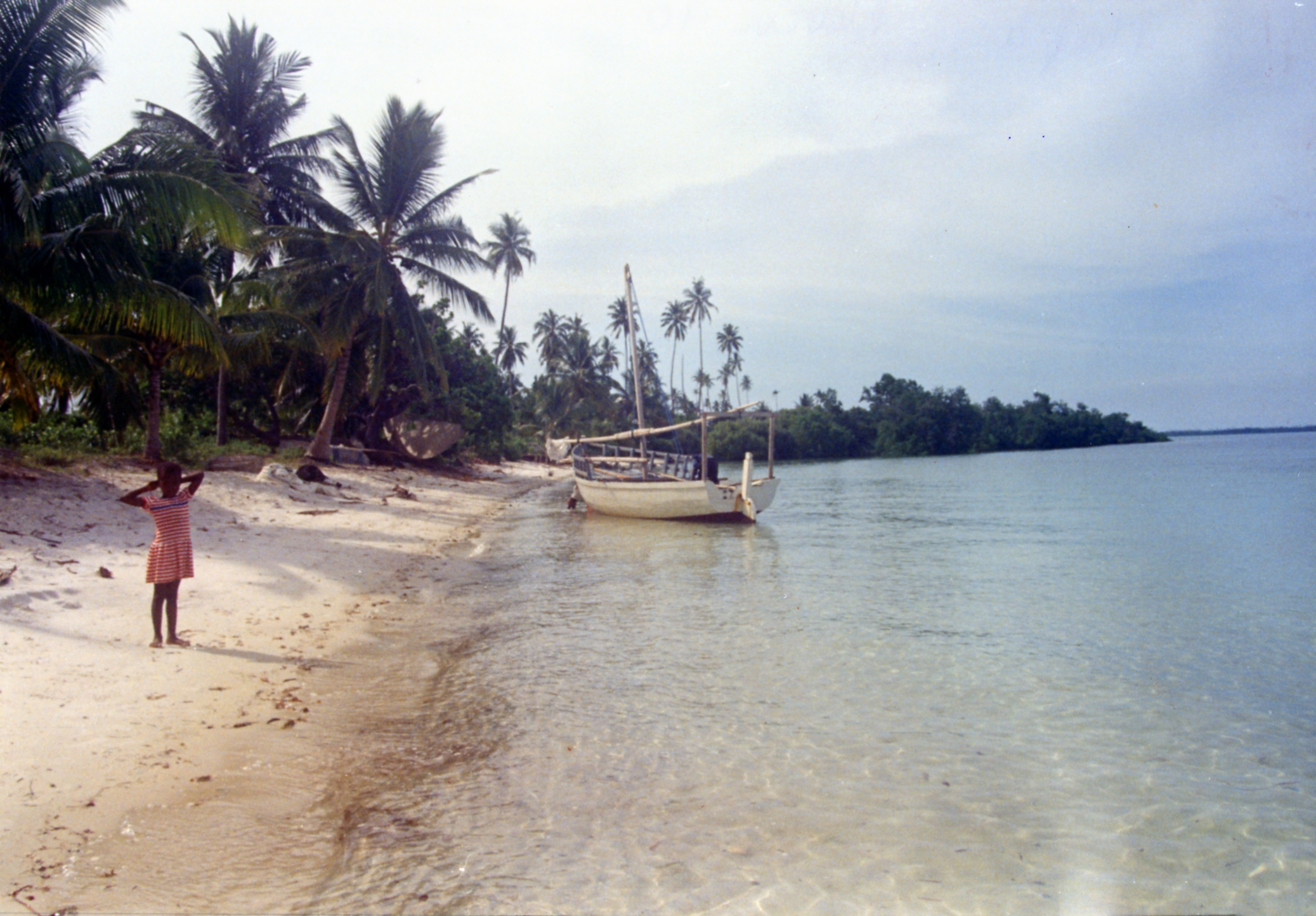
Parco marino dell'isola di Mafia

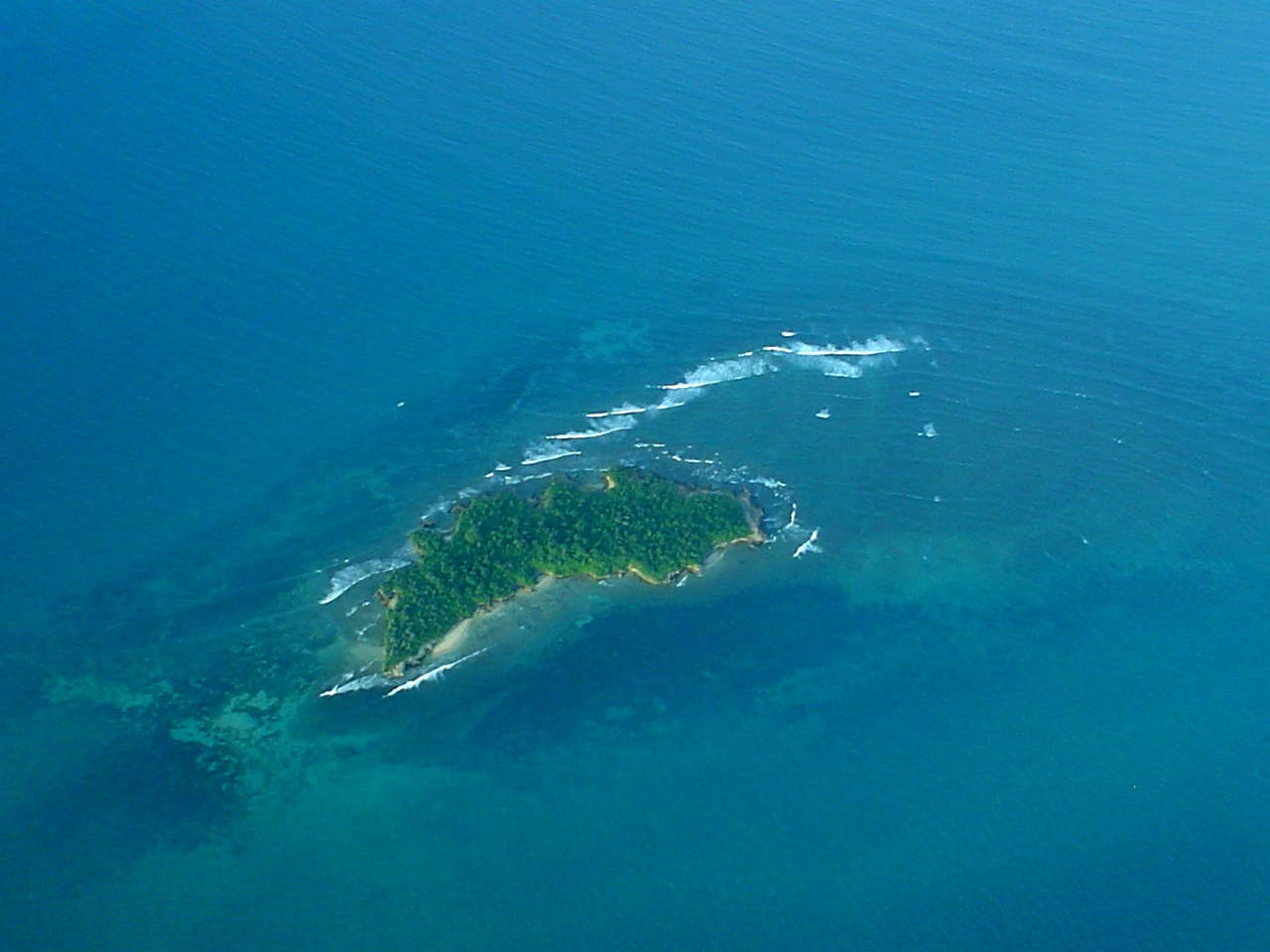
Riserva marina di Dar es Salaam

## Patrimoni dell'umanità
- Parco nazionale del Kilimanjaro
- Area di conservazione di Ngorongoro
- Rovine di Kilwa Kisiwani e rovine di Songo Mnara
- Riserva faunistica del Selous
- Parco nazionale del Serengeti
- Stone Town a Zanzibar

## Parchi nazionali
- Parco nazionale di Arusha
- Parco nazionale del Gombe Stream
- Parco nazionale di Jozani Chwaka Bay
- Parco nazionale di Katavi
- Parco nazionale del Kilimanjaro
- Parco nazionale di Kitulo
- Parco nazionale del lago Manyara
- Parco nazionale dei monti Mahale
- Parco nazionale di Mikumi
- Parco nazionale di Mkomazi
- Parco nazionale di Ruaha
- Parco nazionale dell'isola di Rubondo
- Parco nazionale dell'isola di Saanane
- Parco nazionale Saadani
- Parco nazionale del Serengeti
- Parco nazionale del Tarangire
- Parco nazionale dei monti Udzungwa

## Aree di conservazione
- Menai Bay
- Misali Island
- Mnemba
- Ngorongoro

## Riserve forestali
- Riserva forestale di Amani
- Riserva forestale di Pugu
- Riserva forestale Uluguru Nord
- Riserva forestale Uluguru Sud
- Riserva forestale Kasanga
- Riserva forestale Mkangala
- Riserva forestale Mlaliwila
- Riserva forestale Ngambaula
- Riserva forestale del fiume Tongeni
- Riserva forestale Bunduki
- Riserva forestale Shikurufumi
- Riserva forestale Udzungwa Scarp
- Riserva forestale di Kazimzumbwi
- Riserva forestale di Ruvu Sud
- Riserva forestale Kiwengwa-Pongwe
- Riserva forestale di Ngezi
- Riserva forestale Shume-Magamba

## Altre aree protette
- Riserva naturale del Kilombero

## Parchi marini
- Parco marino dell'isola di Mafia
- Parco marino della baia di Mnazi e dell'estuario Ruvuma

## Riserve marine
- Riserva marina dell'isola di Bongoyo
- Riserva marina della baia di Chole
- Riserva marina di Dar es Salaam
- Riserva marina di Fungu Yasini
- Riserva marina dell'isola di Maziwi
- Riserva marina di Mbudya
- Riserva marina di Pangavini
- Riserva marina dell'isola di Tutia

## Oasi marine
- Parco corallino dell'isola di Chumbe